# Dorfkirche Gielsdorf (Altlandsberg)

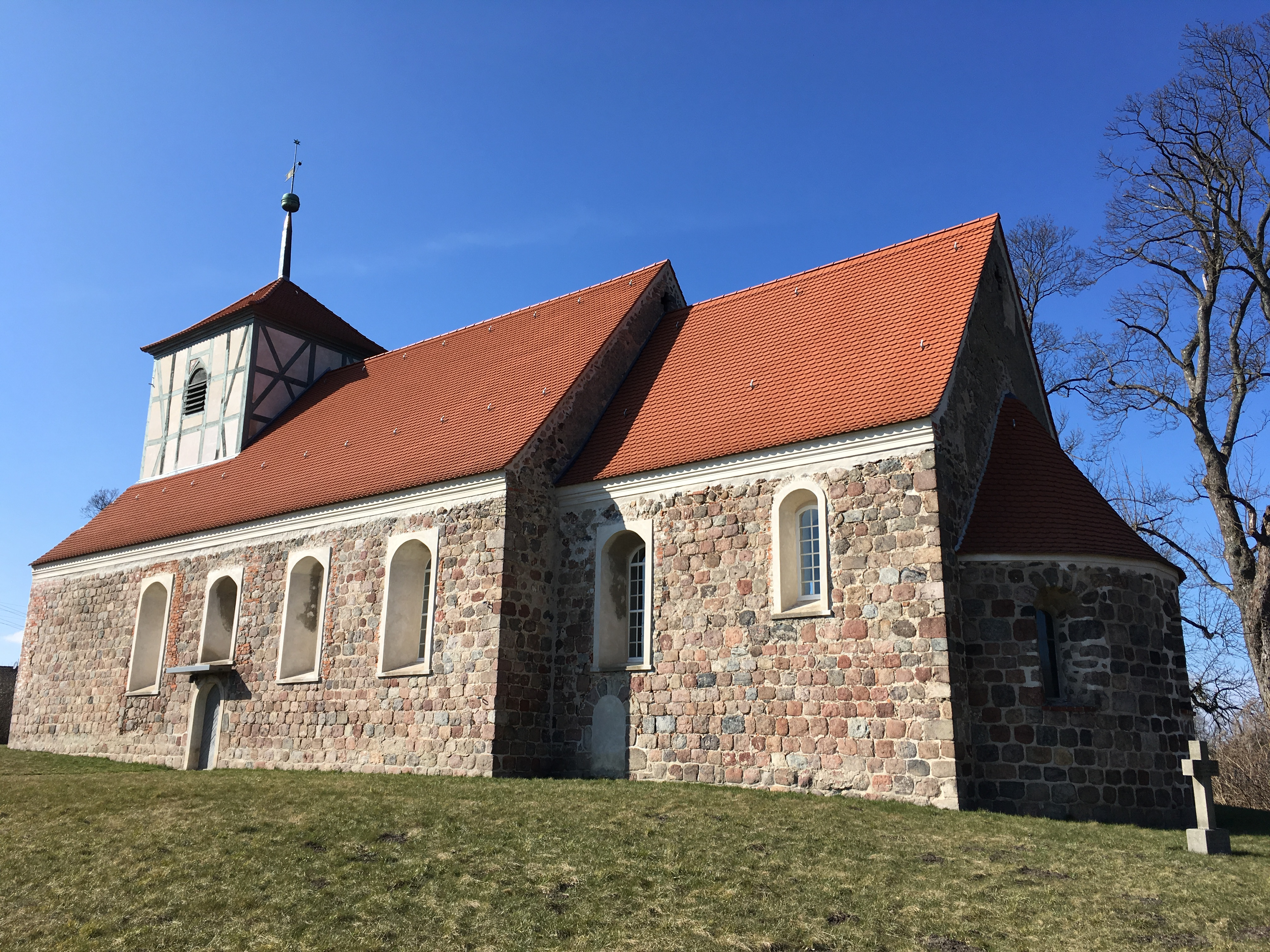
Dorfkirche Gielsdorf

Die evangelische Dorfkirche Gielsdorf ist eine Feldsteinkirche in Gielsdorf, einem Ortsteil der Stadt Altlandsberg im Landkreis Märkisch-Oderland im Land Brandenburg. Die Kirchengemeinde gehört zum Kirchenkreis Oderland-Spree der Evangelischen Kirche Berlin-Brandenburg-schlesische Oberlausitz.

## Lage
Die Straße Alt-Gielsdorf führt von Nordwesten kommend in südöstlicher Richtung auf den historischen Dorfanger. Im Westen zweigt die Straße An der Kirche in südlicher Richtung ab und umspannt diesen von Süden her. Die Verbindung führt als Am Uhrenturm wieder zurück auf die Hauptstraße. Das Bauwerk steht dort auf einer Anhöhe, die nicht eingefriedet ist.

## Geschichte
Gielsdorf wurde durch die Familie Giselbert gegründet, die im 13. Jahrhundert mit den Anhaltinern ins Land kam. Sie hatten das Kirchenpatronat inne. Das Brandenburgische Landesamt für Denkmalpflege und Archäologische Landesmuseum datiert den Bau in seiner Denkmaldatenbank auf „1226/1250“, während das Dehio-Handbuch sich nicht so genau festlegt und von einer Errichtung im zweiten Viertel des 13. Jahrhunderts spricht. Matthias Friske weist darauf hin, dass aus der Baugliederung und den Bauformen auf eine „konservative Grundhaltung der Auftraggeber“ geschlossen werden kann. Zum Zeitpunkt der ersten urkundlichen Erwähnung im Landbuch Karls IV. im Jahr 1375 standen dem Pfarrer vier und der Kirche eine Hufe zu. In der Mitte des 15. Jahrhunderts gelangte das Dorf und damit wiederum auch das Patronat an die von Pfuel. In einem Matrikel aus dem Jahr 1459 wurde Gielsdorf von Strausberg aus kirchlich verwaltet. 1542 erschien Wilkendorf als Filialkirche. Die Adelsfamilie stattete die Kirche nach und nach bis zur Mitte des 16. Jahrhunderts reichhaltig aus. Auf ihr Bestreben hin wurde 1610 eine Empore eingebaut. Ende des 19. Jahrhunderts ließ die Kirchengemeinde den Kirchturm sanieren. In den Jahren 2012 bis 2014 erfolgte auf Initiative eines Fördervereins eine umfassende Sanierung. Das Bauwerk wird seit dieser Zeit als „KunstKirche“ für Konzerte und Ausstellungen genutzt.

## Baubeschreibung

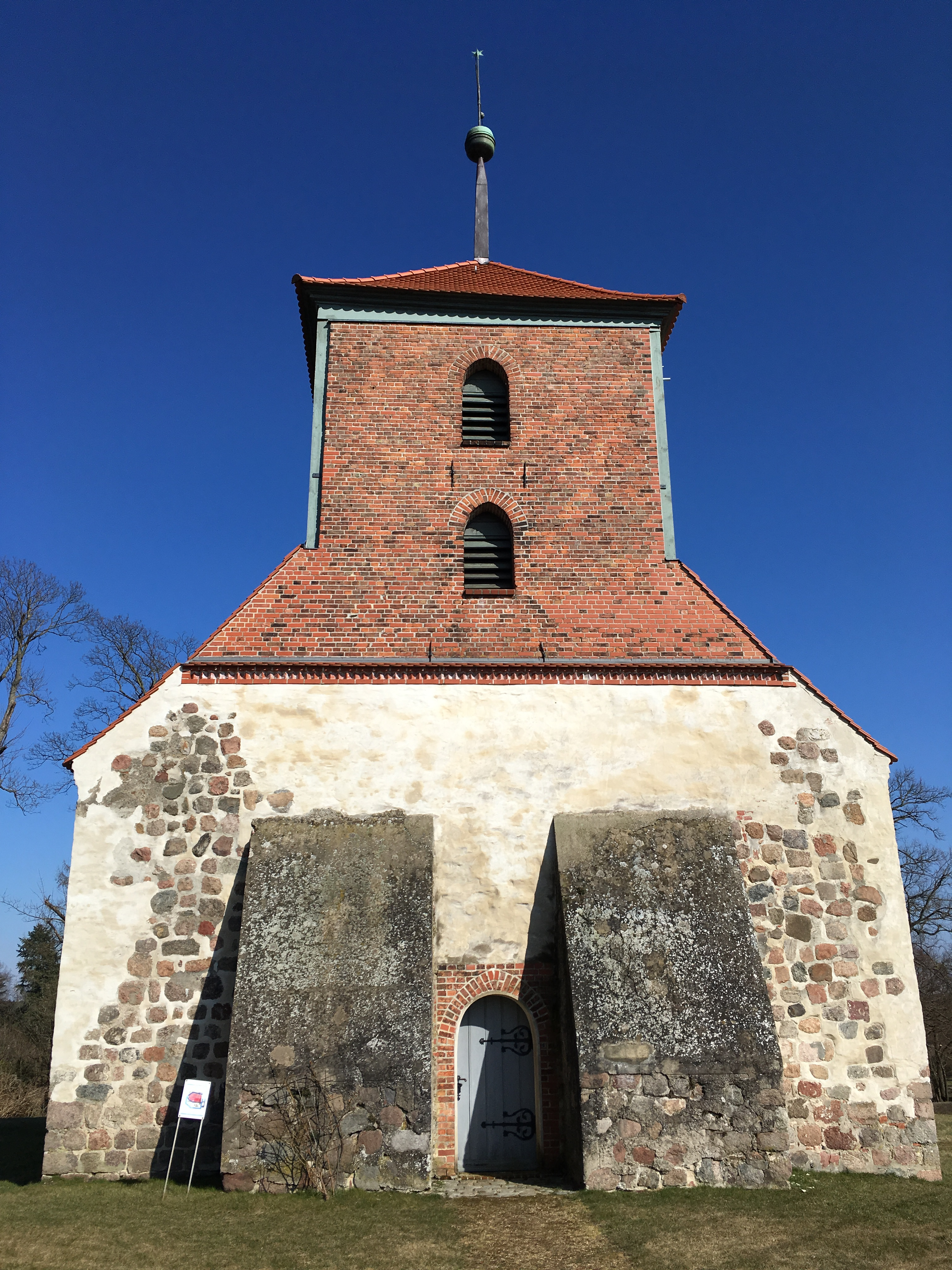
Westansicht

Das Bauwerk wurde im Wesentlichen aus Feldsteinen errichtet. Diese sind in der eingezogenen, halbrunden Apsis sorgfältig behauen und lagig geschichtet. Dort sind drei schmale rundbogenförmige Fenster, die aus der Bauzeit stammen dürften. Darauf ist ein Halbkegeldach, das mit Biberschwanz gedeckt ist. Die Apsis ist rund 6 Meter breit und rund 1,5 Meter lang. Daran schließt sich der leicht eingezogene und rechteckige Chor mit den Abmessungen ca. 7 Metern × 8,77 Metern an. Dessen Giebel ist teilweise noch verputzt. Er wurde aus kleinen Mauersplittern und nicht behauenen Steinen errichtet und dürfte daher auch zur Bauzeit mit einem Putz versehen gewesen sein. An der nördlichen Chorwand sind zwei hochgesetzte, segmentbogenförmige Fenster, deren Faschen breit verputzt sind. Dennoch ist das Mauerwerk hier ebenfalls noch lagig und aus behauenen Steinen errichtet. Die Öffnungen – verglichen mit der Apsis – dürften aber dennoch zu einem späteren Zeitpunkt vergrößert worden sein. Auf der Südseite ist nach Osten hin ein weiteres Fenster dieser Art. Das westliche ist deutlich vergrößert. Hier sind oberhalb der Fasche Ausbesserungsarbeiten im Mauerwerk erkennbar. Darunter ist eine zugesetzte und verputzte Priesterpforte, dessen Laibung aus sauber gearbeiteten Feldsteinen errichtet wurde. Der Chor trägt ein schlichtes Satteldach, ebenfalls aus Biberschwanz.
Das Kirchenschiff ist rund 11 Meter lang. An seiner Nordwand sind vier hochgesetzte, bauzeitliche, rundbogenförmige Fenster. Zwischen dem westlich gelegenen und dem dritten Fenster ist eine zugesetzte Pforte, die aus der Bauzeit der Kirche stammen dürfte. An der Südwand sind ebenfalls vier Fenster. Diese sind jedoch deutlich „barock“ vergrößert und nehmen die Form des westlich gelegenen Fensters am Chor auf. Das zweite Fenster (von Westen aus gesehen) ist hochgesetzt und kleiner. Darunter ist eine segmentbogenförmige Pforte. Sie diente zu einer früheren Zeit vermutlich als Hauptzugang zum Schiff.
Der querrechteckige Westturm ist rund vier Meter lang und nimmt die volle Breite des Kirchenschiffs auf. Zwischen verputzten Flächen sind Ausbesserungsarbeiten aus Feldsteinen erkennbar, die nicht mehr behauen wurden. Zwischen zwei mächtigen Strebepfeilern aus Feldsteinen befindet sich eine rundbogenförmige Pforte mit einem Binder aus rötlichem Mauerstein. Aus diesem Material wurde auch der Westgiebel errichtet. Er wird von zwei übereinander angeordneten, gedrückt-spitzbogenförmigen Klangarkaden dominiert. Der übrige Aufsatz wurde Ende des 19. Jahrhunderts in Fachwerk neu errichtet. Zwischen dem Gefach ist an der Nord- und Südseite je eine weitere Klangarkade. Das Pyramidendach schließt mit einer Turmkugel und einem Stern ab.

## Ausstattung
Das Altarretabel stammt teilweise von einem Schnitzaltar aus der Zeit um 1500. Es wurde 1975 aus der Dorfkirche Wilkendorf nach Gielsdorf gebracht. Es zeigt im Hauptfeld die Mondsichelmadonna sowie Anna selbdritt und Jacobus maior. In den beiden Seitenflügeln sind je sechs Apostel in zwei Reihen übereinander angeordnet. Die Kanzel im Stil der Renaissance entstand vermutlich in der ersten Hälfte des 17. Jahrhunderts und steht auf einem Säulenfuß. Der Kanzelkorb ist polygonal und mit Säulchen gegliedert, dazwischen Muscheln und Beschlagwerk. Daran befanden sich Figuren von Jesus Christus und den Evangelisten, die seit 1945 verschwunden sind. Eine Visitation im Jahr 1542 dokumentierte die Existenz eines vergoldeten Kelchs mit dem Stifterwappen sowie einer Monstranz aus Messing. Bei einem weiteren Besuch im Jahr 1600 wurden eine Patene, eine grüne Kasel aus Samt sowie ein Messbuch erwähnt. Die pokalförmige, 82 cm hohe Fünte stammt aus dem Jahr 1551 und wurde aus Rüdersdorfer Kalkstein angefertigt. Sie trägt die Inschrift: „Non glorior nisi in cruce domini“, was frei übersetzt bedeutet: „Der Mensch hat keinen eigenen Ruhm außer dem gekreuzigten Christus“. Die Kuppa hat einen Durchmesser von 54 cm. Die Hufeisenempore aus dem Jahr 1610 steht auf gedrehten Säulen. Die Brüstungsfelder sind mit Pilastern gegliedert und mit Arkaden verziert. Aus demselben Jahr stammt das Patronatsgestühl im Chor. Ein Epitaph erinnert an Friedrich von Pfuel, der 1527 verstarb. Der Grabstein wurde 1880 bei Ausgrabungen im Dominikanerkloster Cölln in Berlin gefunden. Er zeigt eine Figur des Toten mit Helm und Wappen.
Das Schiff ist in seinem Innern flach gedeckt. Zum Chor hin ist ein Triumphbogen, zur Apsis ein gedrückter Spitzbogen, die jeweils mit einer profilierten Laibung verziert sind.
Im Turm hängen zwei Glocken. Die größere hat einen Durchmesser von 99 cm und trägt die Aufschrift „o rex glorie m(a)r(i)a veni cum pace / anno dom m ccccc xvii+“ („Maria, Du Königin der Herrlichkeit, komm mit deinem Frieden / im Jahr des Herrn 1517“. Die mit 82 cm Durchmesser kleinere wurde vermutlich im 15. Jahrhundert gegossen und trägt die Aufschrift: „o rex glorie jhesv xpe veni cum pace“ (Jesus, Du König der Herrlichkeit, komm mit deinem Frieden).